# Osterbrünnl-Kapelle

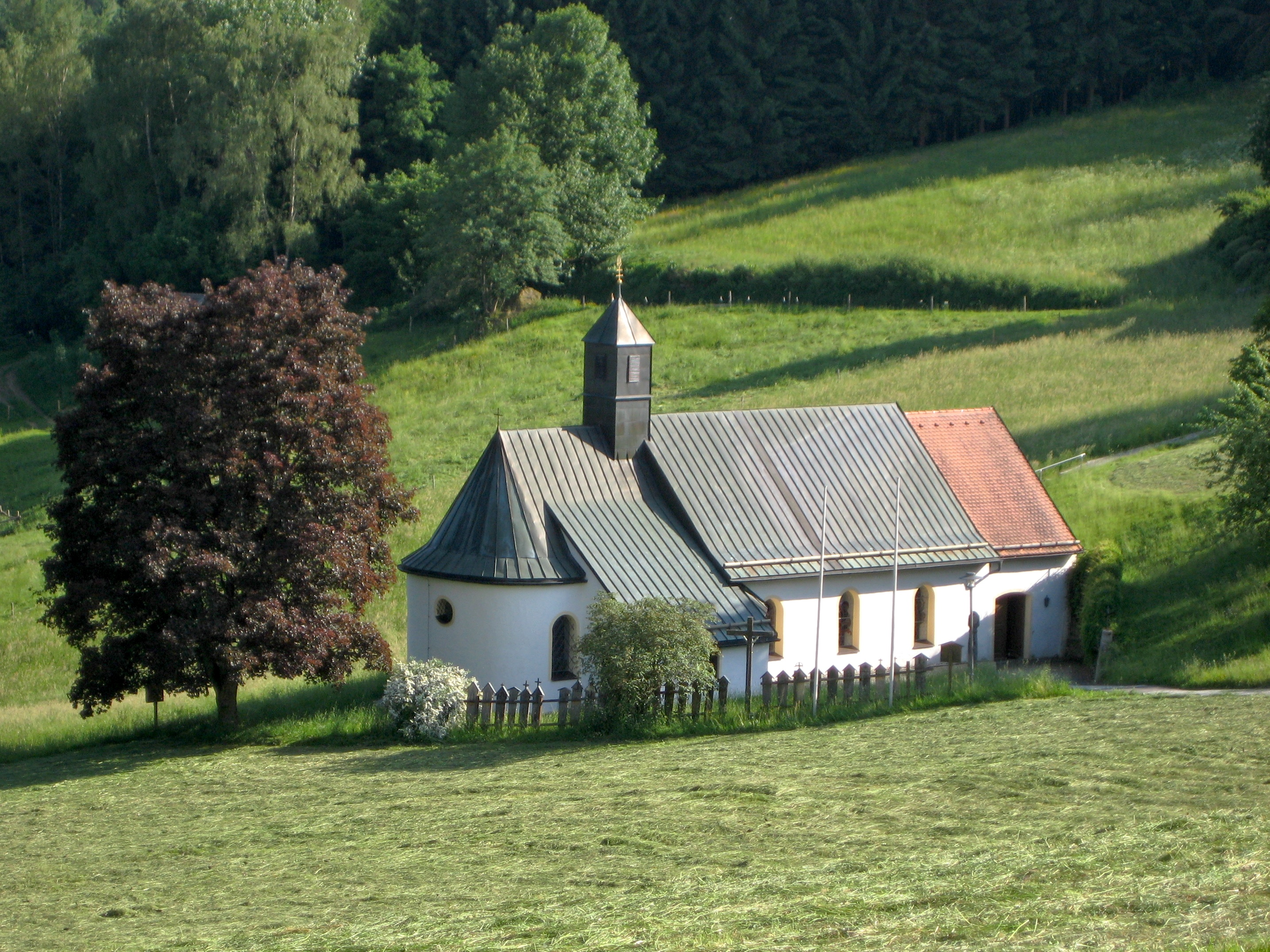
Die Osterbrünnl-Kapelle

Die Osterbrünnl-Kapelle ist eine katholische Wallfahrtskapelle bei Ruhmannsfelden im Landkreis Regen. Sie liegt etwa einen Kilometer südöstlich vom Ortskern am Rand des Teisnach-Tales. Ihren Namen hat sie von dem Osterbrünnl, einer südlich davon liegenden Quelle.

## Geschichte
Erstmals erwähnt wird die Kapelle um 1753 in den Akten des bischöflichen Ordinariats Regensburg im Bezug auf ihre Wiedererrichtung. Demzufolge hatte Abt Wilhelm II. vom Kloster Gotteszell eine frühere Kapelle etwa zwanzig Jahre zuvor niederbrennen lassen, weil sie ohne Erlaubnis errichtet worden war.
Der Markt Ruhmannsfelden gehörte damals zur Grundherrschaft des Klosters. Der Markt suchte vergeblich beim Bistum Regensburg die Erlaubnis für einen Neubau zu bekommen. Das damalige Gnadenbild, eine Altöttinger Marienstatue, war nach der Zerstörung der Kapelle in das Kloster gebracht worden, wo es bis zur Säkularisation in Bayern blieb.
Nach der Aufhebung des Klosters erbauten Ruhmannsfeldener Bürger eine neue hölzerne Kapelle, die 1810 von Pfarrer Castenauer mit bischöflicher Erlaubnis benediziert wurde. Auf Anordnung des Viechtacher Landrichters musste sie jedoch wieder niedergerissen werden, das Gnadenbild kam in die Pfarrkirche.
Bald danach begannen Verhandlungen über den Bau einer größeren Steinkapelle. Am 1. Juli 1820 brannte die Ruhmannsfeldener Pfarrkirche ab. Es wird vermutet, dass dabei auch das ursprüngliche Gnadenbild verlorenging. Am 28. Juli 1821 erhielt Pfarrprovisor Deischl von Regensburg die Genehmigung, die neuerbaute Kapelle zu benedizieren, die nun einige Zeit als Ersatzkirche diente.
Im Jahr 1957 kam die bischöfliche Erlaubnis, die Kapelle nach Renovation unter dem Titel Maria, Mittlerin der Gnaden zu weihen und jährlich am 31. Mai das Patroziniumsfest der Kapelle zu feiern. 1966 wurde eine kleine Nische für eine Madonna an der Nordseite der Kapelle angebaut.

## Kunst

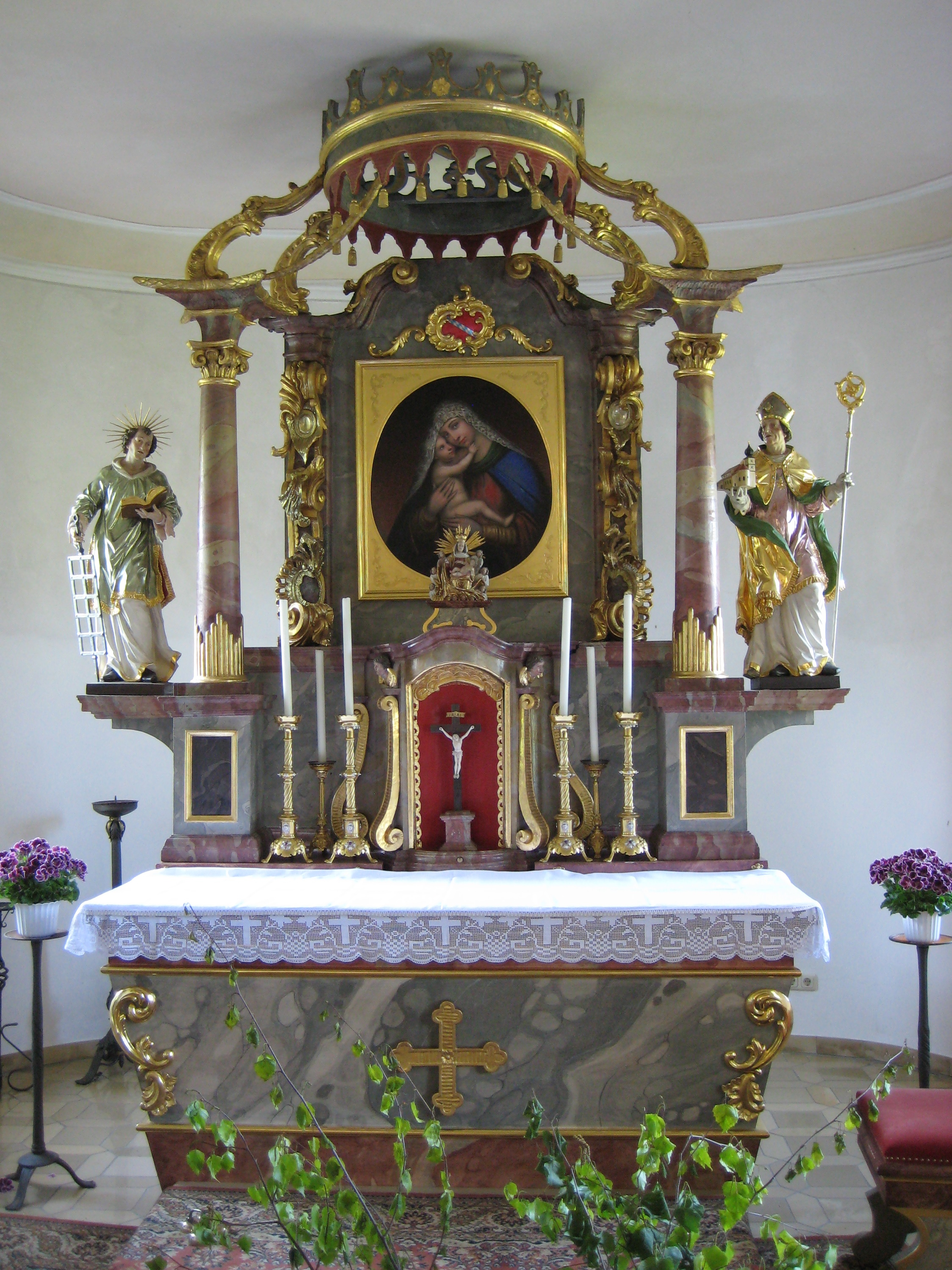
Der Altar

Die Kapelle besitzt einen Rokokoaltar aus der Zeit um 1740. Das Altarbild ist eine Mariahilf-Darstellung. Davor befindet sich das nur 30 Zentimeter hohe Gnadenbild. Die wohl im 18. Jahrhundert entstandene Darstellung zeigt Maria mit Kind in einem Engelkranz. Diese hölzerne Figur wurde im August 1947 geraubt, aber im August 1948 per Post wieder an das Pfarramt Ruhmannsfelden gesandt. Am 5. September 1948 wurde sie feierlich wieder in die Kapelle gebracht. 1957 entfernte man das Ölgemälde aus dem Altar und baute das Gnadenbild dort ein, inzwischen befindet sich aber auch das Gemälde wieder am Altar. Es wird von den Heiligen Laurentius und Wolfgang flankiert. Weitere Figuren zeigen den Erzengel Michael und den Schutzengel. Auch einige Votivbilder sind erhalten.
Von der Kapelle geht ein Kreuzweg mit 14 Stationen aus. Er wurde am 25. November 1877 geweiht, die Bilder erfuhren mehrfach eine Erneuerung. Die Totenbretter befanden sich früher an der Rückwand der Kapelle und wurden bei der Kapellenerweiterung 1966 um ein Kreuz postiert. Dieses ist das alte Friedhofskreuz vom 1960 aufgelösten Friedhof bei der Pfarrkirche.

## Die Legende
Michael Waltinger berichtet in seinem Buch Niederbayerische Sagen eine Legende über den Ursprung der Wallfahrt, die sich mit kleinen Abweichungen auch im Regensburger Marienkalender findet. Demnach sah am Ostertag des Jahres 1660 der Hüterbub des Bruckhofbauern beim Hüten seiner Viehherde an der Teisnach eine kleine Muttergottesstatue, die sich, umgeben von einem Lichtstrahl, flussaufwärts bewegte. Der Hüterbub habe die Statue aus dem Wasser geholt, doch beim Tragen sei sie plötzlich so schwer geworden, dass er sie niederstellen musste. Dort sei eine Quelle entstanden, in der er seinen kranken Fuß wusch, der sofort geheilt wurde.